# Buick Estate
La Estate è un'autovettura full-size prodotta dalla Buick dal 1970 al 1990. Disponibile solo in versione familiare quattro porte, aveva rifiniture relativamente lussuose. Il modello è anche conosciuto come Buick Electra Estate e Buick LeSabre Estate.

## Le origini
"Estate" è stato il nome utilizzato dalla Buick, durante la sua storia, per definire i propri modelli con carrozzeria familiare.
La prima Buick Estate aveva un corpo vettura in legno ed è stata offerta nel 1940 all'interno della gamma della Buick Super. In seguito, la Estate è stata offerta con la Buick Special (che era basata sul pianale B della General Motors) nel 1941 e nel 1942. Più tardi, più precisamente dal 1946 al 1953, il nome Estate venne associato alla Buick Roadmaster ed ancora alla Super (costruite sul più grande pianale C). Dal 1954 al 1958 la Estate fece invece parte delle gamme della Buick Century e della Special, che erano basate anch'esse sulla piattaforma B. Questi ultimi esemplari avevano un corpo vettura interamente in acciaio. Tra queste vi furono anche delle familiari con hard-top chiamate Caballero, che furono proposte solo nel 1957 e nel 1958. Dal 1959 al 1964 la Estate fece invece parte delle gamme della Buick Invicta e della Buick LeSabre, che erano costruite anch'esse sul pianale B.
Nel 1970 la Estate diventò un modello a parte.

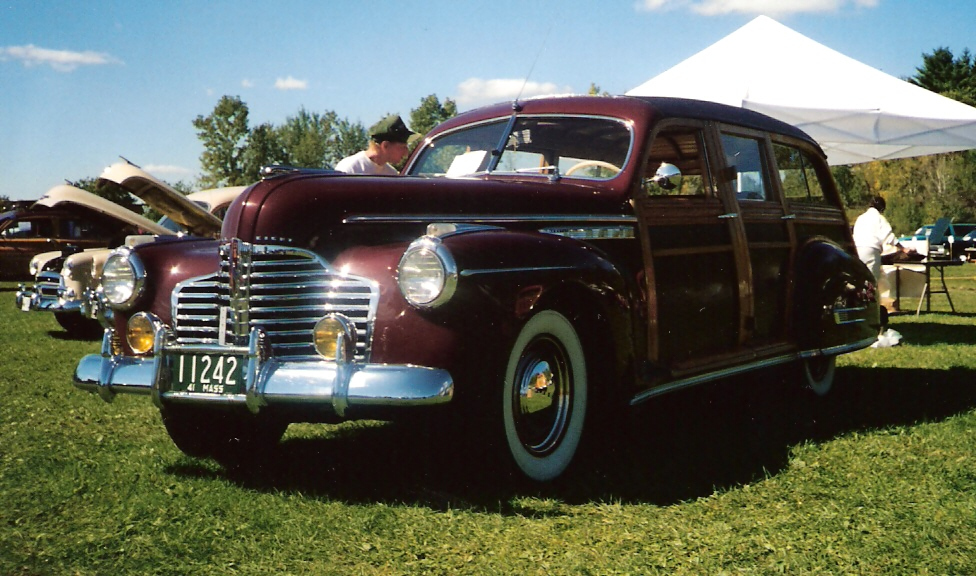
Una Buick Special Estate del 1941
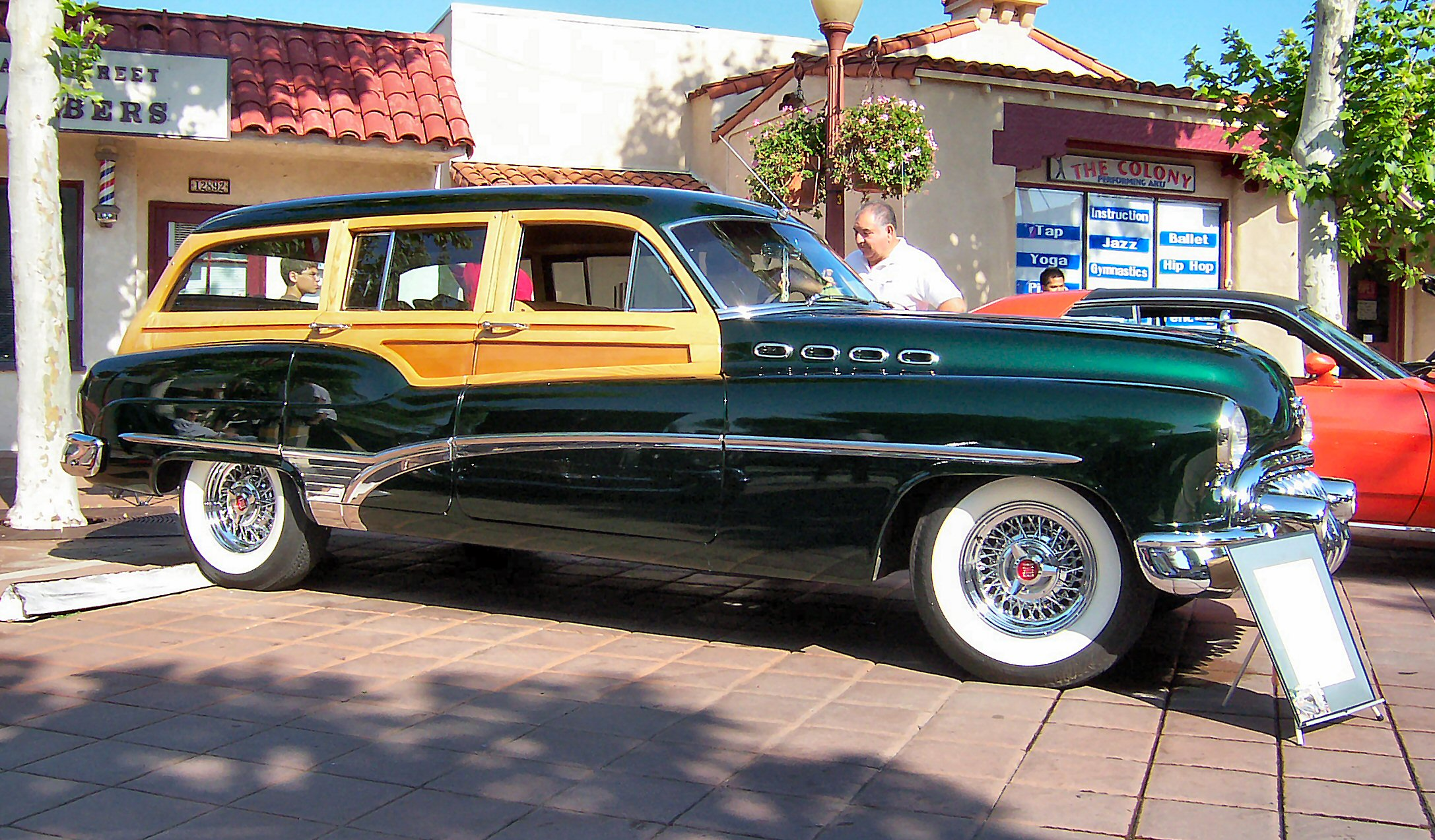
Una Buick Roadmaster Estate del 1950
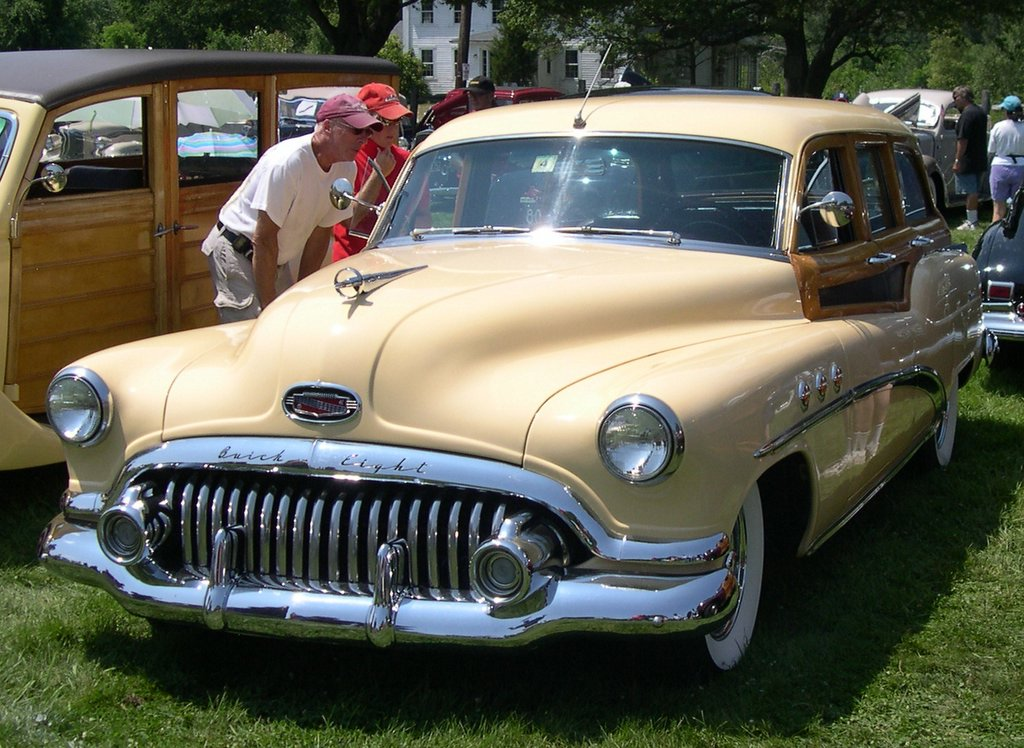
Una Buick Super Estate del 1952
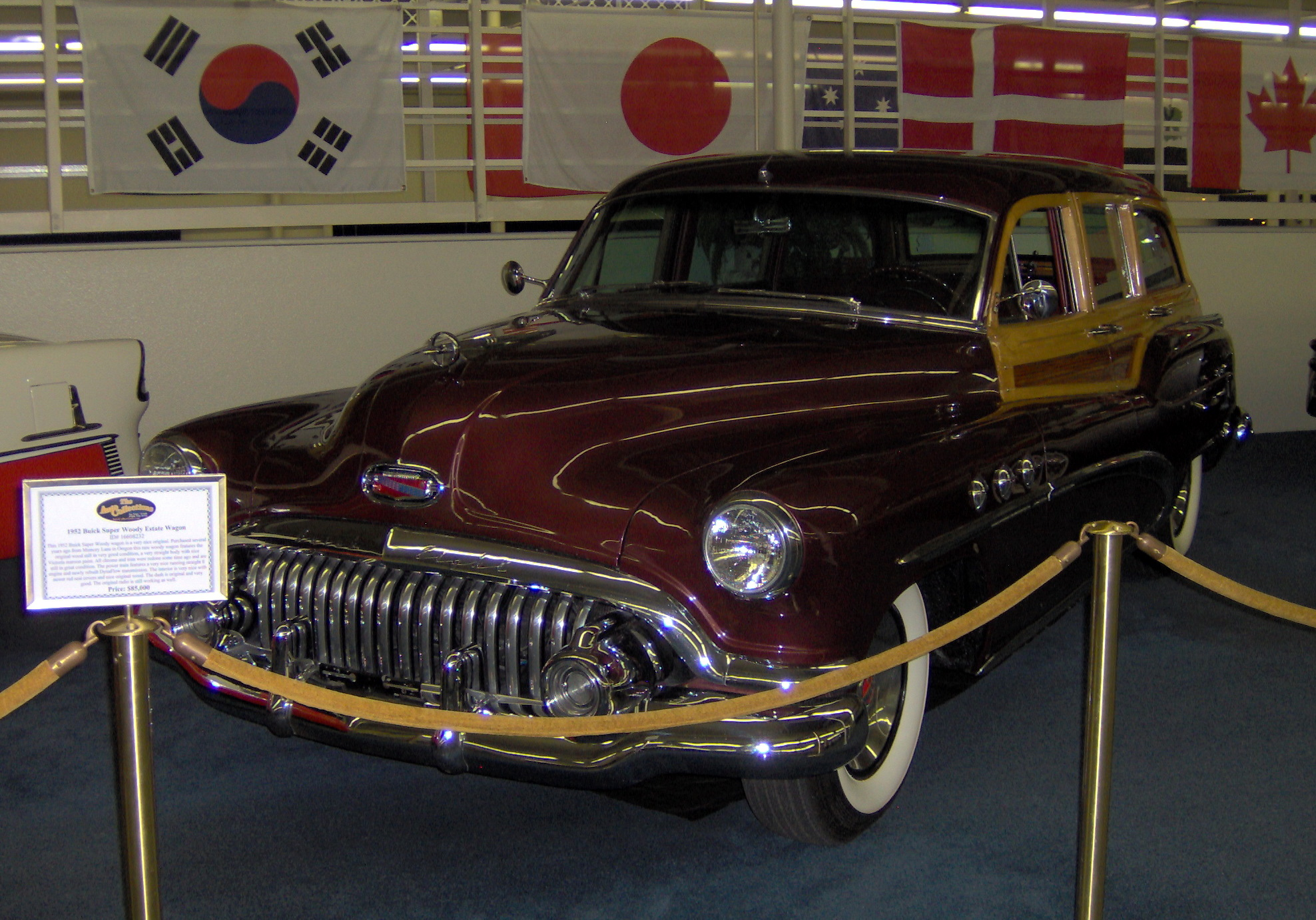
Una Buick Super Estate del 1952
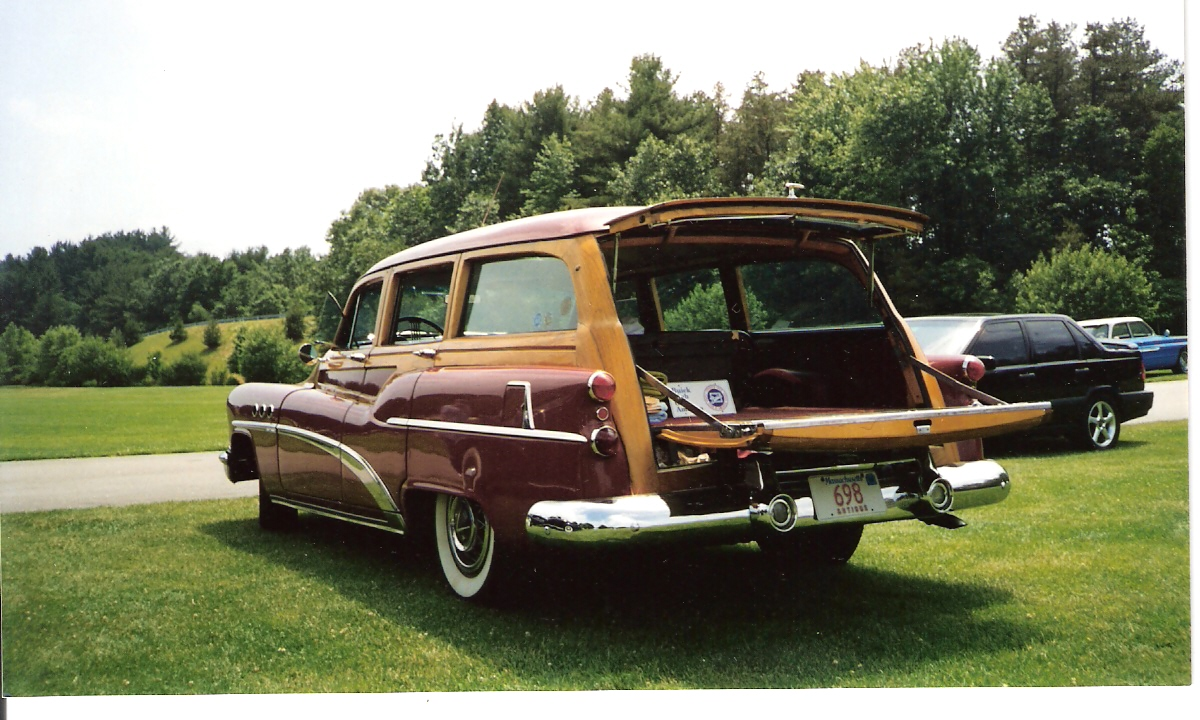
Una Buick Super Estate del 1953
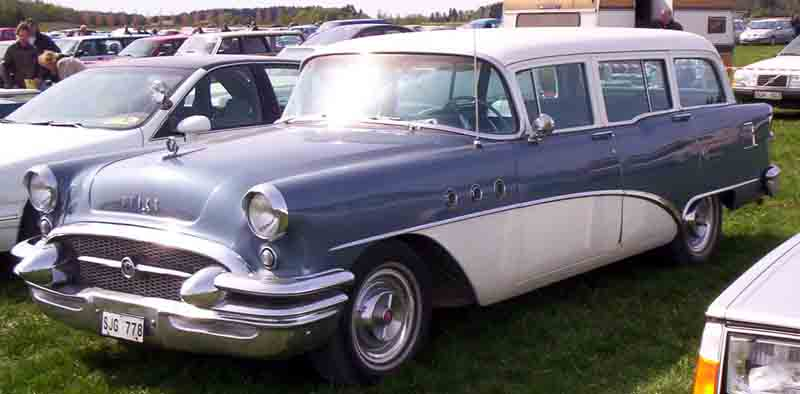
Una Buick Special Estate del 1955
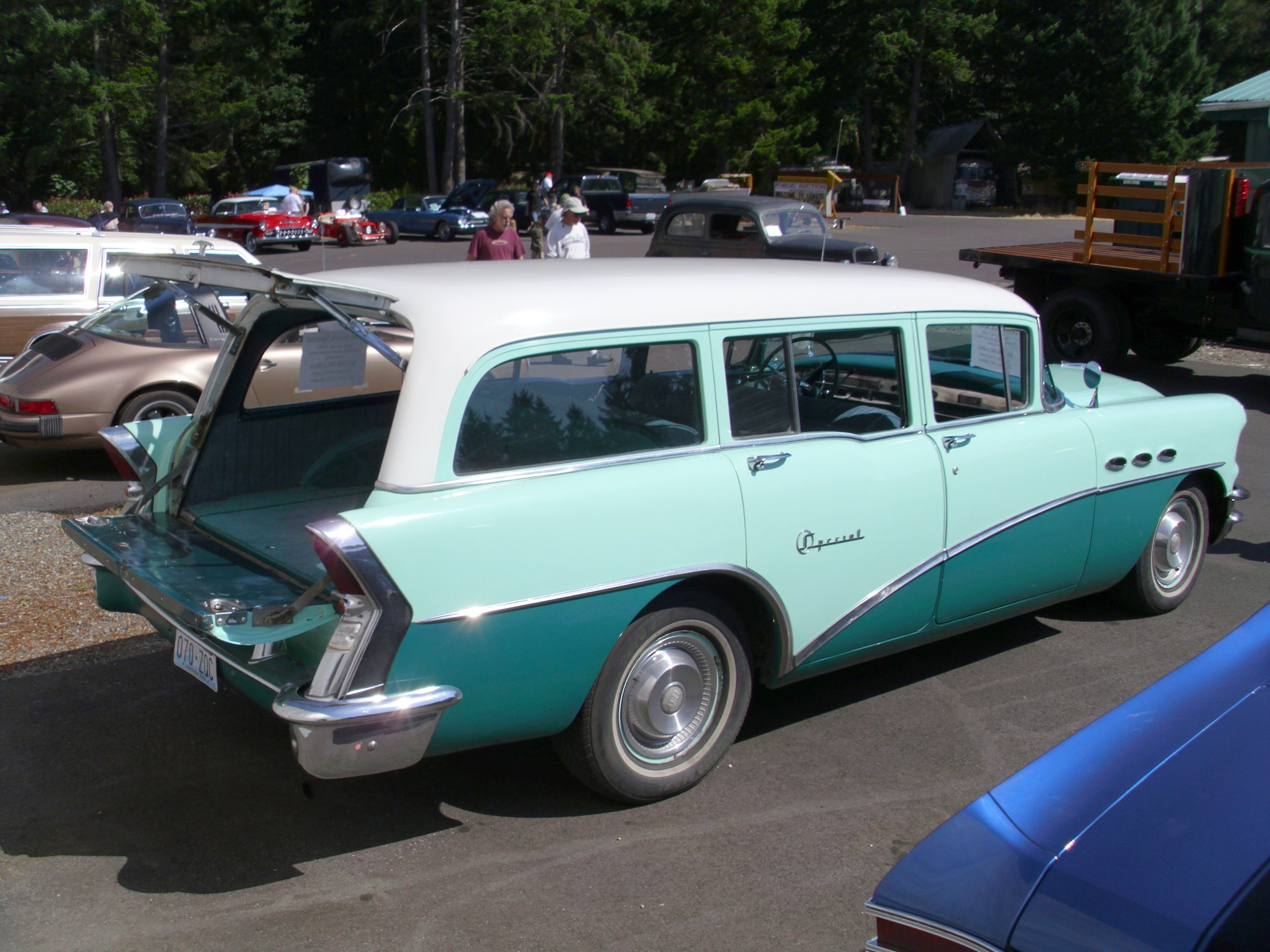
Una Buick Special Estate del 1956
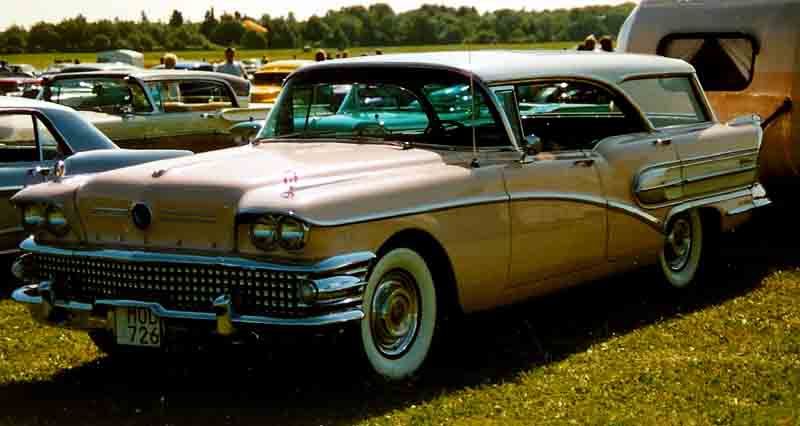
Una Buick Century Caballero del 1958

## La prima serie: 1970
La Estate fu introdotta come modello a sé stante nel 1970. Fu il primo modello versione familiare full-size Buick dal 1964. Era basata sul pianale B della General Motors come la LeSabre e la Wildcat, e quindi con esse condivideva il passo, molti componenti del corpo vettura e gli interni. Per realizzare questa prima serie di Estate, furono utilizzate la zona sottoporta della scocca, i passaruota e la parte inferiore dei parafanghi posteriori della LeSabre Custom. Dei pannelli in finto legno applicati alla carrozzeria erano tra gli optional. Gli interni erano interamente in vinile, e potevano essere personalizzati.
Nonostante fosse basata sul pianale B della General Motors, la Estate aveva installato il motore V8 da 7,5 L di cilindrata già montato sulla Electra. Con essa, condivideva anche le finte prese d’aria sui parafanghi anteriori. Assemblata nello stabilimento di Flint, nel Michigan, questa serie di Estate aveva a disposizione un solo cambio, il TH-400 automatico a tre velocità. Il motore era installato anteriormente, mentre la trazione era posteriore.
Nel 1971 la Buick trasferì la Estate sul più grande e spazioso corpo vettura della Electra.

## La seconda serie: 1971–1976
Dal 1971 al 1976 la Estate condivise il pianale C, e di conseguenza anche il passo di 3.230 mm, con la Electra 225. I corpi vettura full-size prodotti dal 1971 al 1976 dalla General Motors stabilirono il record di larghezza interna dell'abitacolo, che fu battuto solo a metà degli anni novanta.
Dal 1971 al 1974, questa seconda serie di Estate condivideva, con la Electra 225, anche gli interni e la linea (finte prese d’aria comprese). Sebbene dal 1975 al 1976 il numero di prese d'aria fosse stato diminuito e lo scudo paraurti fosse stato ridotto al livello di quello della LeSabre, le zone sottoporta (con relative cromature sullo stile della Electra 225) ed i lamierati posteriori furono mantenuti.
Questa generazione di Estate fu il primo modello Buick ad essere costruito sul più grande telaio costruito dalla casa automobilistica dalle Roadmaster prodotte dal 1947 al 1953.
Le Estate e le altre familiari full-size del gruppo General Motors contemporanee, erano dotate di sospensioni posteriori a balestra in sostituzione delle molle elicoidali utilizzate sugli altri modelli full-size del gruppo.
Le Estate erano anche dotate del portellone posteriore clamshell, dove la parte superiore vetrata andava a scivolare, grazie ad un sistema elettrico, in un vano ricavato sotto il tetto, mentre quella inferiore in metallo scorreva a sua volta (manualmente o elettricamente) in un vano ricavato sotto il pavimento. Il sistema elettrico per far muovere la parte inferiore del portellone (quella metallica), soppiantò poi il sistema manuale. Quest'ultimo, infatti, per essere movimentato, richiedeva uno sforzo fisico non indifferente da parte del cliente. Il sistema elettrico era comandato da un pulsante sul cruscotto oppure da una chiave, il cui interruttore era posizionato all'esterno, nella parte posteriore della vettura. Questo sistema claimshell facilitava il carico e lo scarico dei bagagli, soprattutto in caso di mancanza di spazio per le operazioni.
Nel primo anno di commercializzazione, vennero venduti 24.034 esemplari.
Con 2.351 kg di peso a vuoto, o 2.400 kg di peso in ordine di marcia, le Estate del 1974 sono state le più pesanti Buick mai costruite. Avevano un peso maggiore persino delle Buick Limited prodotte dal 1936 al 1942. Più in generale, i modelli di familiari prodotti dalla General Motors dal 1971 al 1976 furono le station wagon più grandi mai costruite.
Anche questa serie di Estate utilizzò, dal 1971 al 1976, un motore V8 da 7,5 L di cilindrata. L'ultimo anno in cui venne commercializzata la versione ad alte prestazioni Stage One, che era dotata di un motore con albero a camme più spinto, collettori di aspirazione maggiorati, valvole più larghe e doppi terminali di scarico, fu il 1974. Assemblata nello stabilimento di Flint, nel Michigan, questa serie di Estate aveva a disposizione un solo cambio, il TH-400 automatico a tre velocità. Il motore era installato anteriormente, mentre la trazione era posteriore.

## La terza serie: 1977–1990
Nel 1977, la Estate fu rimpicciolita e venne rilanciata sul pianale B della General Motors. Nel 1979, venne offerta la versione Estate Wagon Limited, che comprendeva di serie molta parte dell'equipaggiamento disponibile come optional sul modello standard. Inoltre la Limited comprendeva quattro prese d’aria invece delle tre installate sulla serie regolare, e dei sedili con imbottitura a cuscino.
Nel 1980 furono applicati dei cambiamenti alla linea della Estate. Fu fatto ciò per rendere il modello più aerodinamico e quindi meno "assetato" di carburante. Sempre nel 1980, venne introdotta la Electra Estate Wagon, che sostituì la Limited. Il modello base venne rinominato LeSabre Estate Wagon. Il nome Electra Estate fu utilizzato dal 1988 al 1989, anche se la Electra berlina fosse basata sul pianale C a trazione anteriore. La Electra Estate, infatti, insieme alle altre versioni del modello, era a trazione posteriore.
Nel 1990 fu utilizzato ancora il nome Estate, nonostante che la denominazione Electra fosse impiegato ancora per le versioni berlina del 1990. Il 1990 fu comunque l'ultimo anno per la Electra.
Dopo che il motore V8 Buick da 7,5 L di cilindrata, fu tolto dal mercato, la Estate venne dotata di un V8 da 5,7 L, di un V8 Oldsmobile da 5 L oppure di un motore Diesel, sempre dell'Oldsmobile, da 5,7 L. Il motore era installato anteriormente.
Assemblata nello stabilimento di Arlington, nel Texas, questa serie di Estate aveva a disposizione un cambio automatico a quattro velocità.

## La Roadmaster Estate: 1991–1996

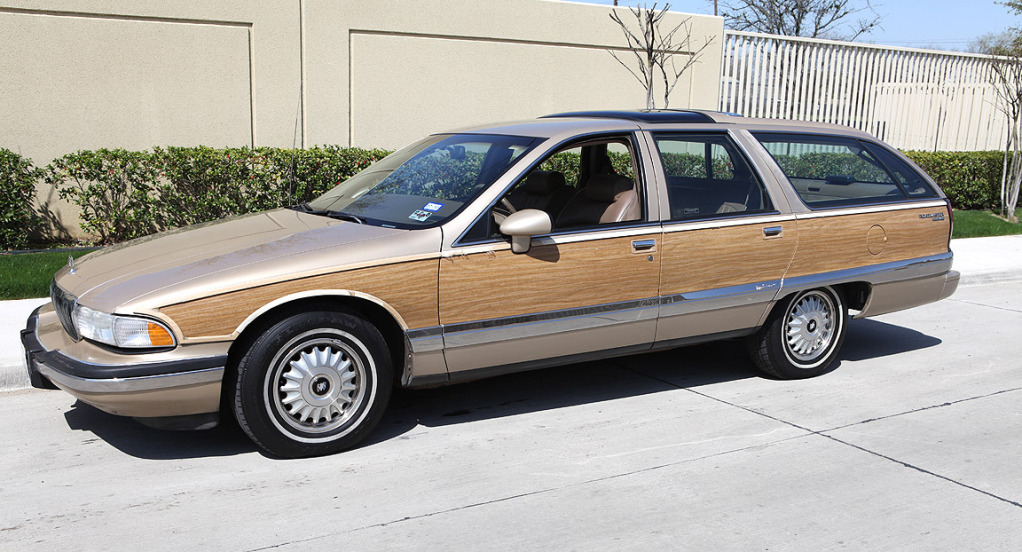
Una Buick Roadmaster Estate

La Buick reintrodusse la Roadmaster nel 1991. Nell'occasione, venne lanciata anche la versione familiare del modello, la Roadmater Estate. Su questo modello era disponibile di serie un'apertura in vetro sul tettuccio che era posizionata oltre la seconda fila di sedili.
Inizialmente la Roadmater Estate aveva installato un motore V8 Chevrolet small-block da 5 L, che fu in seguito sostituito da un propulsore da 5,7 L nel 1992. Nel 1994 diventò standard il motore LT1, sempre da 5,7 L, ma con doppio terminale di scarico. Quest'ultimo fu il primo motore ad alte prestazioni ad essere offerto su delle familiari del gruppo General Motors dal 1974. La Roadmater Estate venne prodotta fino al 1996.